# Teufelsbrück

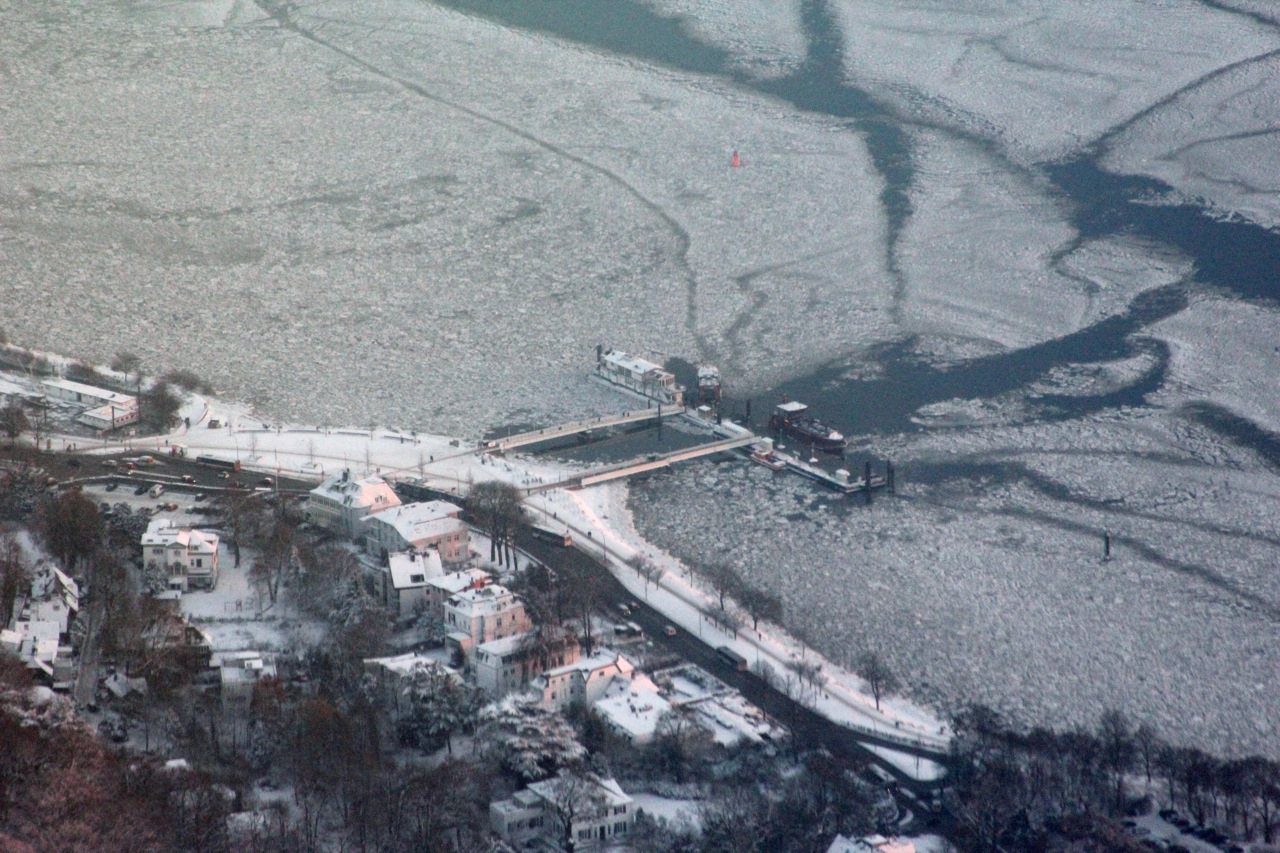
Luftbild

Teufelsbrück ist die Bezeichnung für den Mündungsbereich des Baches Flottbek in die Elbe. Teufelsbrück (niederdeutsch: Düvels- bzw. Dübelsbrück) liegt in der historischen Gemarkung Klein-Flottbek am Südrand des Jenischparks in Hamburg und bezeichnete eine Brücke der Elbchaussee. Der Name ist inzwischen auch auf den Anleger der Elbfähren und den kleinen Yachthafen übergegangen. Das Gebiet gehört heute teils zum Stadtteil Othmarschen, teils zu Nienstedten. Der gesamte Bereich liegt im Überschwemmungsbereich der Elbe bei Sturmflut.

## Legende

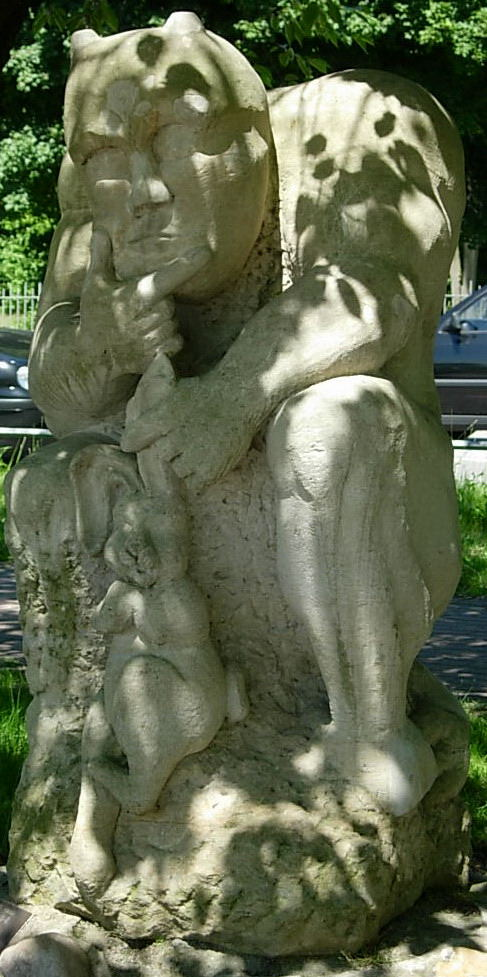
De Düvel sinneert över sien Karninken

Den Namen verdankt die Stelle einer alten Legende:
An der Furt, wo heute die Elbchaussee die Flottbek überquert, verunglückten immer wieder Fuhrwerke durch Radbruch. Man nahm an, dass es dort „mit dem Teufel zuginge“. Daraufhin wurde ein Zimmermann beauftragt, eine Brücke über den Bach zu bauen. Dieser nahm für den Bau der Brücke die Hilfe des Teufels in Anspruch und versprach ihm dafür die Seele des ersten Lebewesens, das über die Brücke gehen würde.
Nachdem der Pfarrer aus Nienstedten am Tag der Einweihung die Brücke gesegnet hatte und sie betreten wollte, wurde ein Hase von der Menge aufgescheucht und lief als erstes Lebewesen über die Brücke.
Soweit die Legende, die es in ähnlicher Weise auch für andere Brücken gibt. Die etwas nüchternere Fassung liest sich so: „In dänischen Zeiten gab es hier zwei Brücken, eine über die Flottbek und eine weiter westlich. Aus der ‚dövelten‘, also ‚doppelten‘ Brücke wurde die Düvelsbrück.“
Laut dem Heimatboten kommt der Name Dübelsbrück von einem Herrn Dübel, welcher hier eine Gärtnerei betrieben haben soll, die Legende romantisiere lediglich.
Noch heute erinnert eine kleine Statue (siehe nebenstehendes Foto: „Der Teufel grübelt über sein Karnickel“) an den Teufel, der mit dem Karnickel (denn ein Hase war’s wohl schwerlich) in der Hand darüber grübelt, wie ihm das passieren konnte – hatte er sich doch schon so auf die Seele des Pfarrers gefreut!
Frühere Teufelsfiguren waren aus Holz geschnitzt und wurden mehrfach gestohlen.

## Hafen
Um 1867 hatte der Preußische Staat die Absicht, das Vorland zur Elbe für die Industrieansiedlung zu verkaufen. Die Landhausbesitzer protestierten, und nach langen Verhandlungen wurde erreicht, dass hier der kommunale Hafen der Gemeinden Nienstedten und Klein Flottbek gebaut werden konnte. Die Landhaus- und Villenbesitzer ermöglichten die Finanzierung. 1889 wurde der Hafen in Betrieb genommen. Im Jahre 1933 wurde eine Genehmigung für eine Bootslagerung und -vermietung vom Hafenamt Altona erteilt. Diese Genehmigung beschränkte sich nur auf die Hälfte der Hafenfläche in Teufelsbrück, da zu der Zeit noch reger Lade- und Löschbetrieb an der nördlich liegenden Kaimauer herrschte. Wegen Unterspülung wurden dann 1962 die Kaianlagen abgerissen.

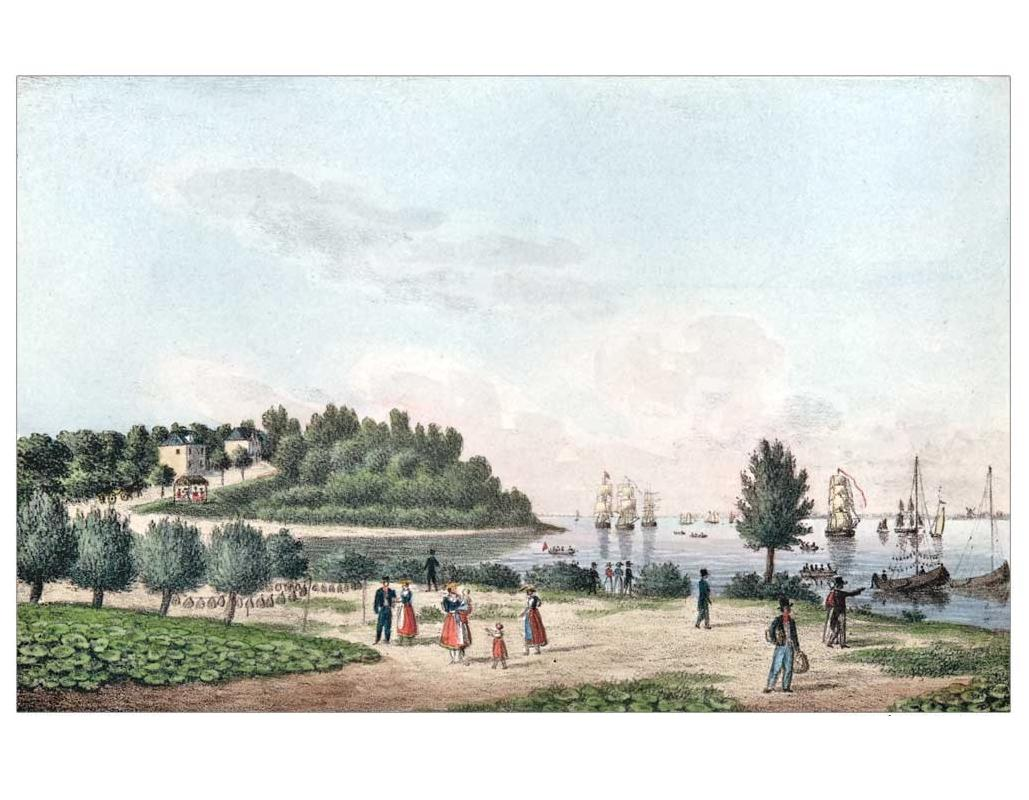
Teufelsbrücke vor 1857; Gebrüder Suhr
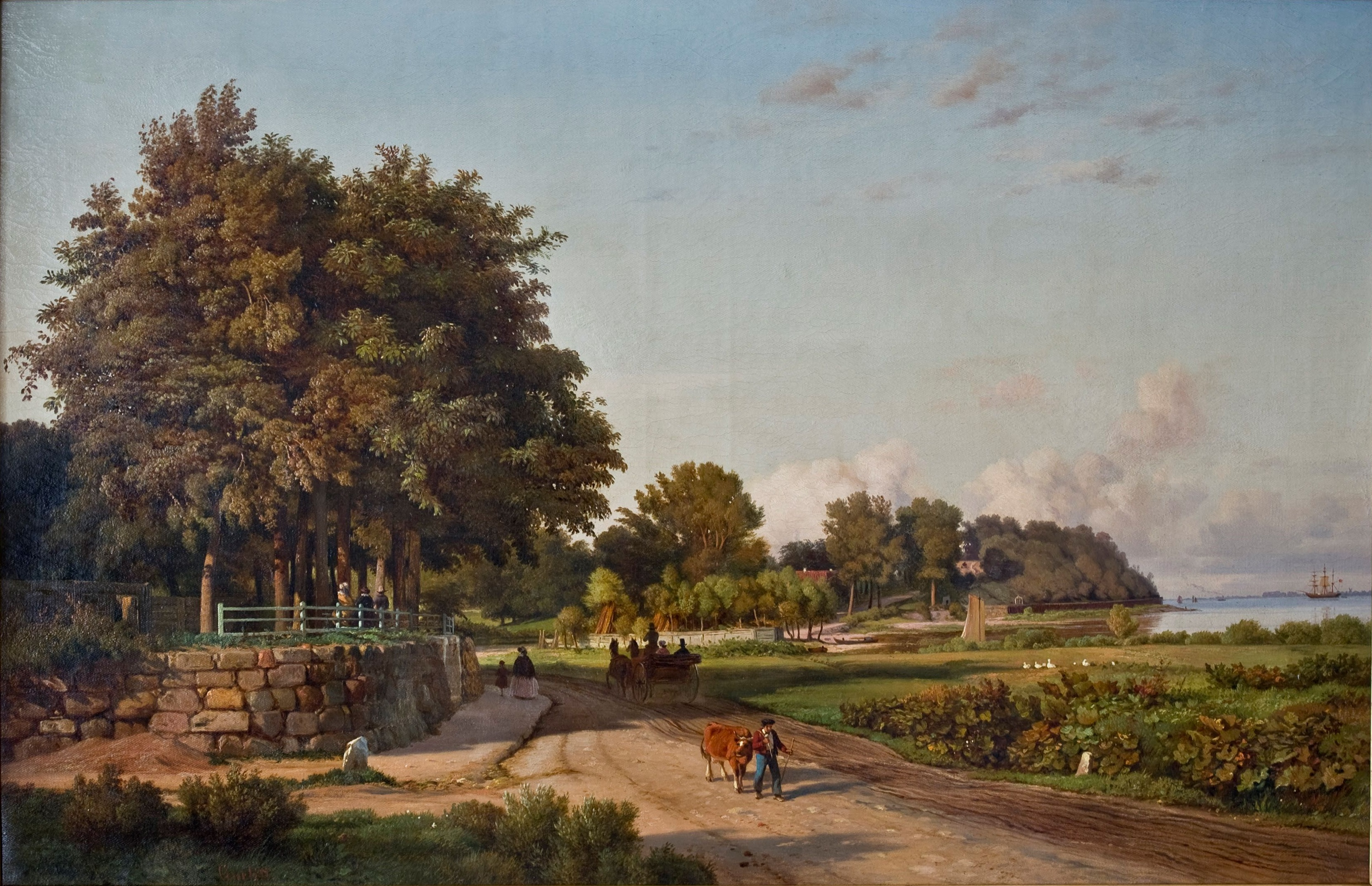
Um 1860; Louis Gurlitt; Altonaer Museum
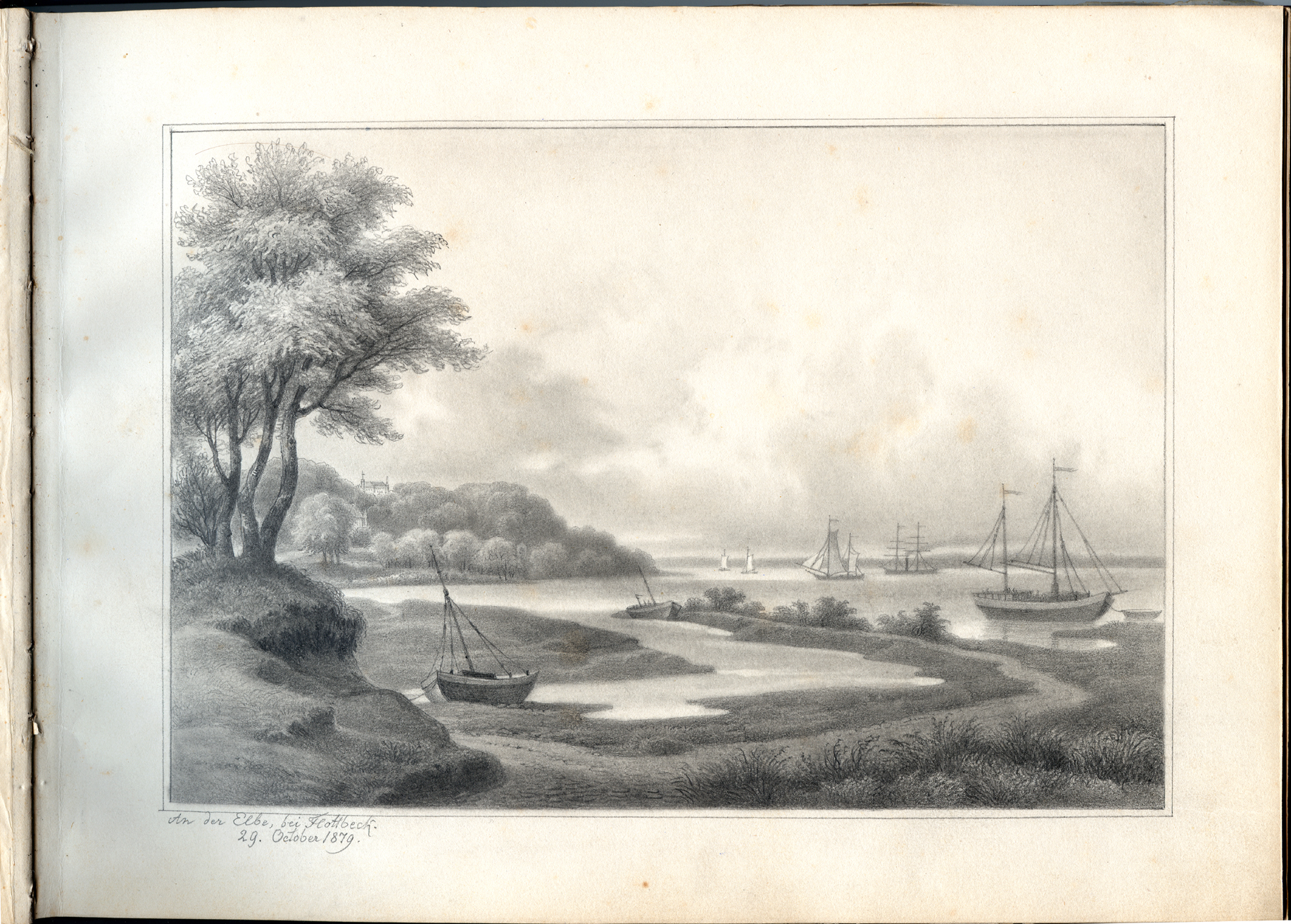
1879; Wilhelm Kretschmer
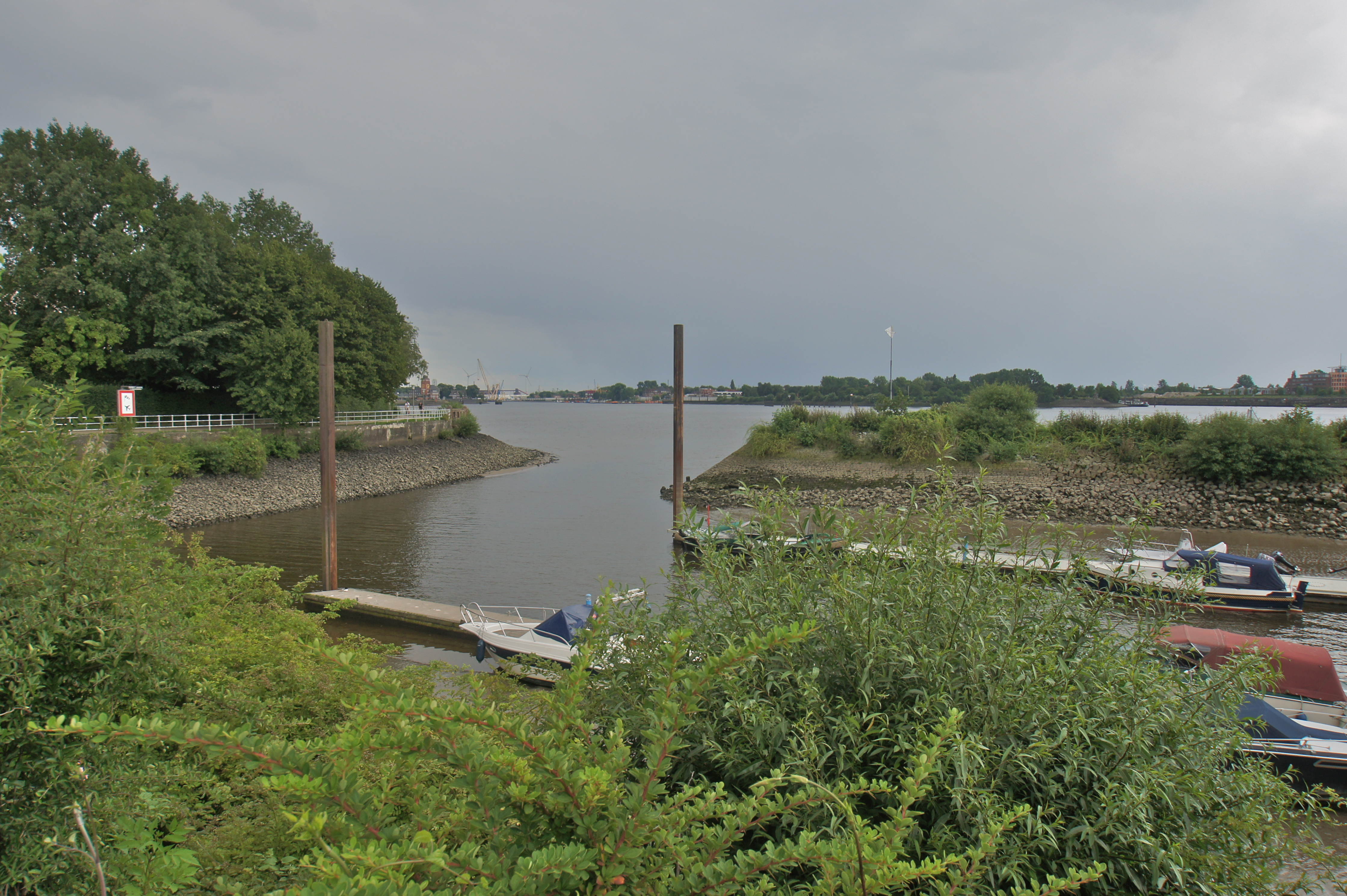
2011; Ausfahrt vom Yachthafen zur Elbe
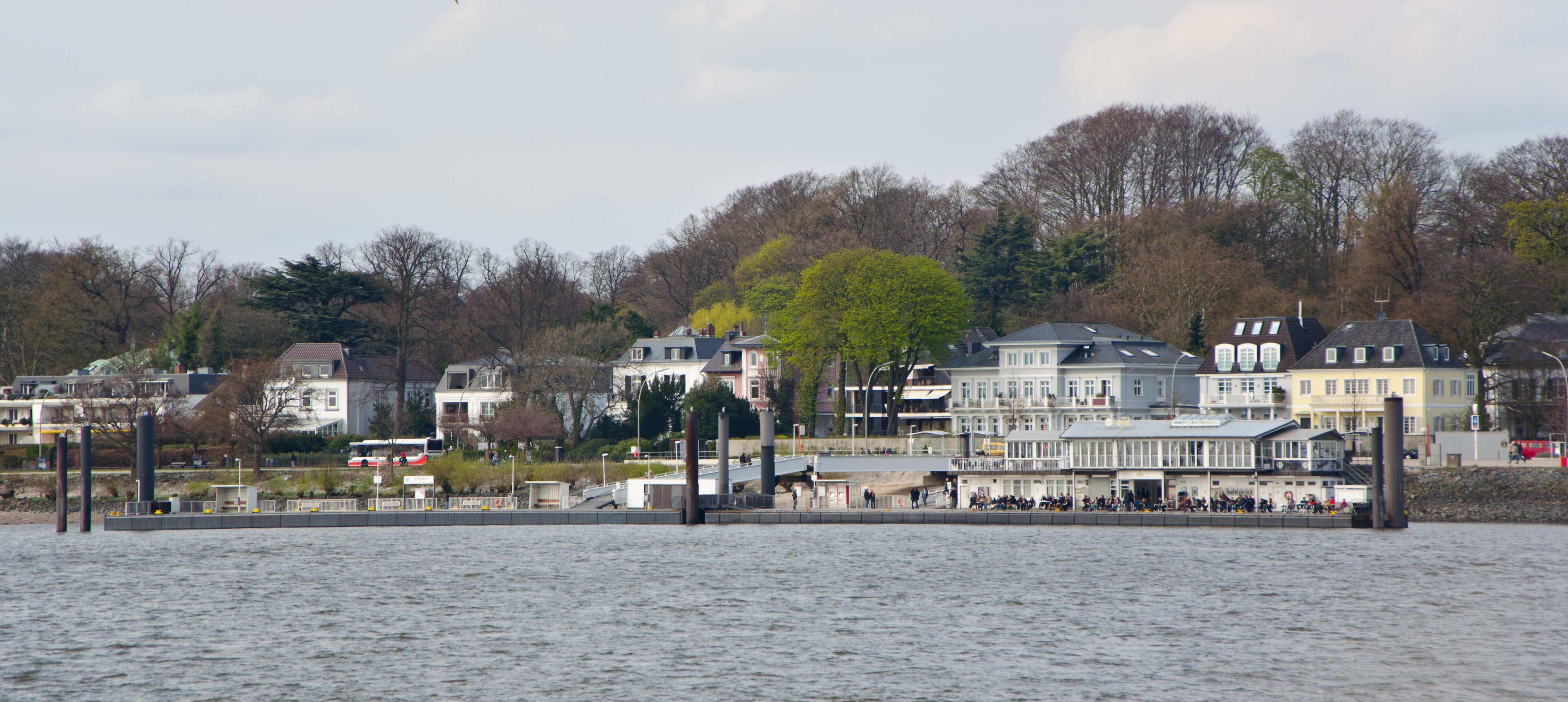
Fähranleger von Teufelsbrück

## Verkehrsanbindung

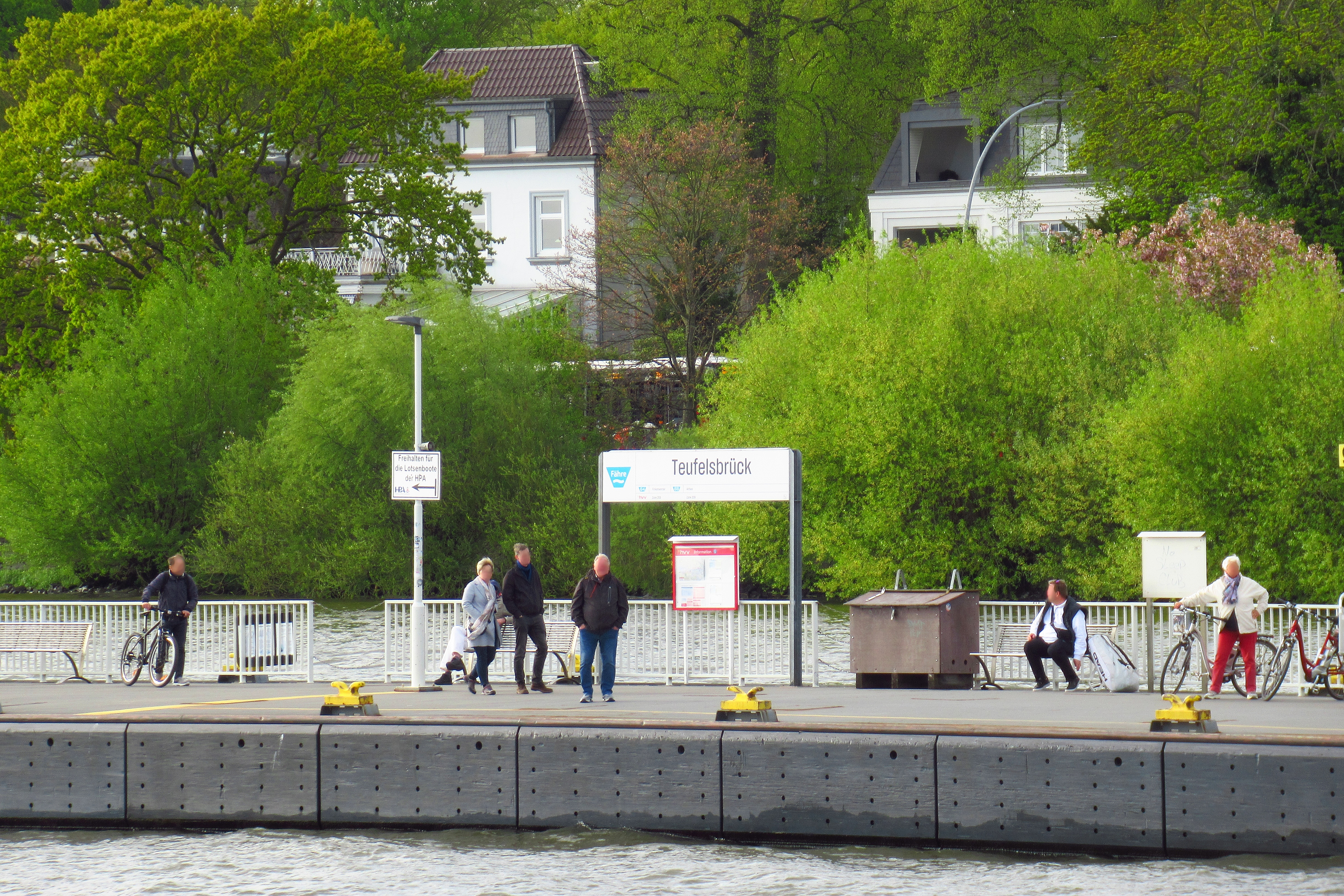
Fähranleger Teufelsbrück mit wartenden Fahrgästen

Der Teufelsbrück wird von sechs Buslinien und drei Hafenfährlinen innerhalb des HVV bedient.
| Linie | Verlauf |
| ----- | --- |
| 21    | Teufelsbrück – S Klein Flottbek – Osdorf – Schenefelder Platz – Lurup – Elbgaustraße – Eidelstedter Platz – Schnelsen – Niendorf Nord |
| 112   | S Blankenese – Teufelsbrück – S Altona – S Reeperbahn – Hauptbahnhof – Ausschläger Weg (Verkehrsamt) – Osterbrookplatz                |
| 286   | Falkenstein – Blankenese – Teufelsbrück – S Othmarschen (–Trabrennbahn Bahrenfeld)                                                    |
| 392   | Teufelsbrück – S Hochkamp – Elbgaustraße – Eidelstedter Platz – Hagenbecks Tierpark – Lattenkamp – Hamburg Airport – S Ohlsdorf       |
| X86   | Teufelsbrück – S Altona (nur im Berufsverkehr)                                                                                        |
| 64    | Teufelsbrück – Finkenwerder |
| 68    | Teufelsbrück – Airbuswerk (Werksverkehr)                                                                                              |

## Sonstiges

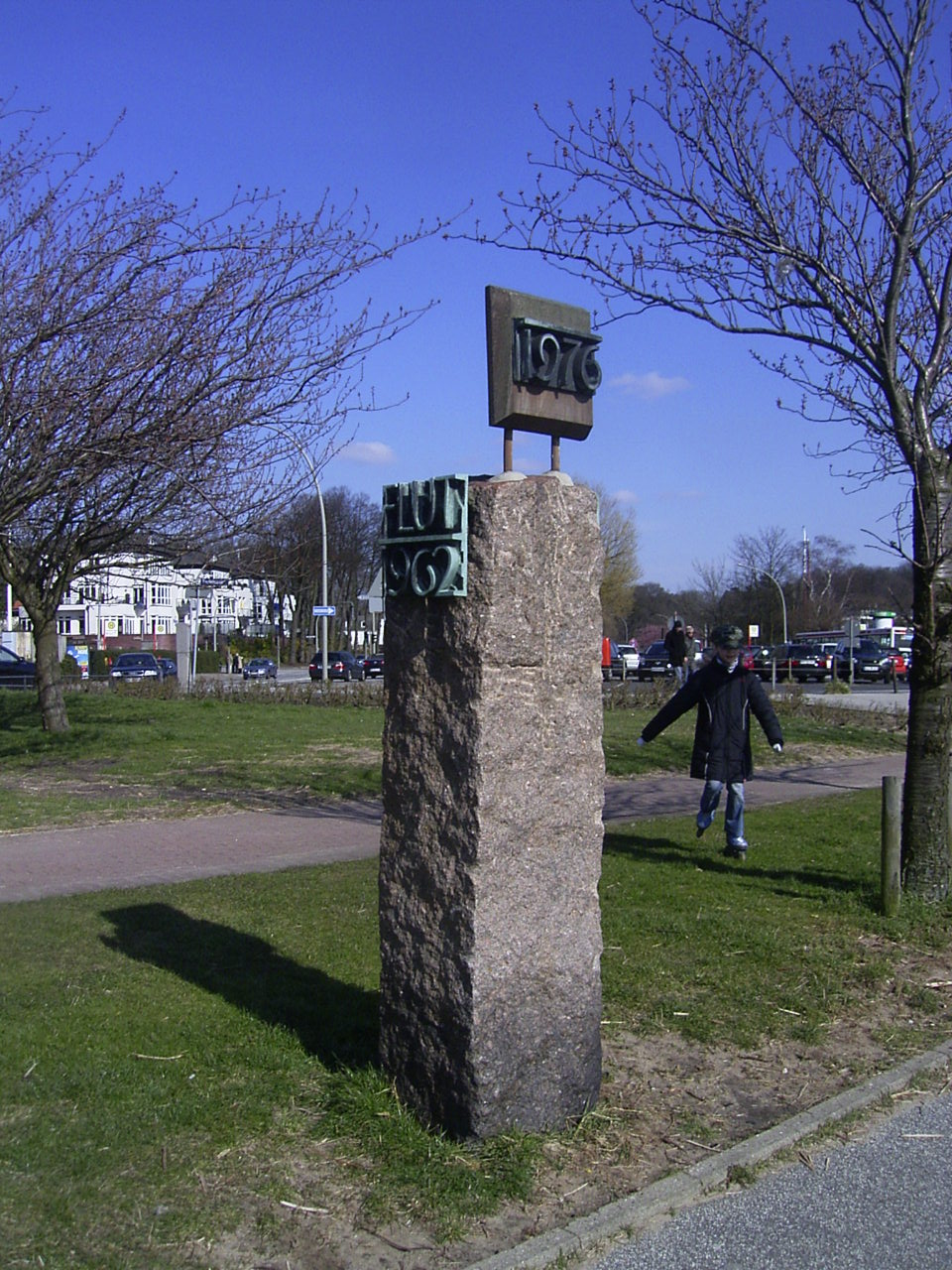
Hochwassermarke in Teufelsbrück

Der Name Teufelsbrück setzte sich erst ab Mitte des 20. Jahrhunderts langsam durch, vorher war Teufelsbrücke die amtliche Bezeichnung.
Die Handlung des im Jahr 2000 erschienenen Romans Teufelsbrück von Brigitte Kronauer spielt zum Teil hier. Eine kurze Szene des 2007 erschienenen Films Auf der anderen Seite spielt in Teufelsbrück.
Auch die Schlussszene des Theaterstücks Die Eingeschlossenen („Les séquestrés d’Altona“) von Jean-Paul Sartre spielt auf der Elbchaussee bei Teufelsbrück.
Im März 2002 rammte der havarierte, 130 Meter lange, niederländische Containerfrachter Kasteelborg den Anleger Teufelsbrück und beschädigte ihn sowie das Café Engel auf dem Ponton schwer. Der Sachschaden an Schiff, Ponton und Restaurant betrug etwa 1,8 Mio. Euro.